# Élections présidentielles sous la Cinquième République dans l'Aisne
Depuis l'adoption de la Constitution de la Cinquième République française en 1958, dix élections présidentielles ont eu lieu afin d'élire le président de la République. Cette page présente les résultats de ces élections dans l'Aisne.

## Synthèse des résultats du second tour
Jusqu'en 2017, l'Aisne avait tendance à voter plus à gauche que la France. C'est en particulier le cas en 1974 et 1995 où le département a placé en tête respectivement François Mitterrand (55,64 %) et Lionel Jospin (54,55 %) alors qu'au niveau national ont été élus Valéry Giscard d'Estaing (50,81 %) et Jacques Chirac (52,64 %). En 2017, les électeurs ont par contre voté à 52,91 % pour Marine Le Pen contre 47,09 % pour Emmanuel Macron. Le département est ainsi, avec le Pas-de-Calais, un des deux départements à avoir placé Marine Le Pen en tête du second tour. En 2022, le département place encore Marine Le Pen en tête avec 59,91% alors qu'Emmanuel Macron est en tête au niveau national.
| année | Répartition des exprimés | Répartition des exprimés | Participation (% des inscrits) | Blancs ou nuls (% des votants) |

| 2022 | Emmanuel Macron (40,09 %) (France : 58,55 %) | Marine Le Pen (59,91 %) (France : 41,45 %) | 73,78 % (France : 71,99 %) | 5,4 % (France : 6,23 %) |

| 2017 | Emmanuel Macron (47,09 %) (France : 66,10 %) | Marine Le Pen (52,91%) (France : 33,90 %) | 75,85 % (France : 77,77 %) | 1,97 % (France : 2,47 %) |

| 2012 | François Hollande (52,4 %) (France : 51,64 %) | Nicolas Sarkozy (47,6 %) (France : 48,36 %) | 80,61 % (France : 80,35 %) | 1,71 % (France : 5,82 %) |

| 2007 | Nicolas Sarkozy (53,36 %) (France : 53,06 %) | Ségolène Royal (46,64 %) (France : 46,94 %) | 83,58 % (France : 83,97 %) | 1,44 % (France : 4,20 %) |

| 2002 | Jacques Chirac (75,43 %) (France : 82,21 %) | J.-M. Le Pen (24,57 %) (France : 17,79 %) | 73,79 % (France : 79,71 %) | 3,27 % (France : 3,38 %) |

| 1995 | Jacques Chirac (45,45 %) (France : 52,64 %) | Lionel Jospin (54,55 %) (France : 47,36 %) | 81,19 % (France : 78,38 %) | 2,62 % (France : 2,81 %) |

| 1988 | François Mitterrand (61,63 %) (France : 54,02 %) | Jacques Chirac (38,37 %) (France : 45,98 % %) | 83,82 % (France : 81,35 %) | 2,05 % (France : 2,00 %) |

| 1981 | François Mitterrand (56,49 %) (France : 51,76 %) | Valéry Giscard d'Estaing (43,51 %) (France : 48,24 %) | 84,68 % (France : 81,09 %) | 1,63 % (France : 1,62 %) |

| 1974 | Valéry Giscard d'Estaing (44,36 %) (France : 50,81 %) | François Mitterrand (55,64 %) (France : 49,19 %) | 87,12 % (France : 84,23 %) | 0,96 % (France : 0,92 %) |

| 1969 | Georges Pompidou (55,06 %) (France : 58,21 %) | Alain Poher (44,94 %) (France : 41,79 %) | 80,92 % (France : 77,59 %) | 1,35 % (France : 1,29 %) |

| 1965 | Charles de Gaulle (55,82 %) (France : 55,20 %) | François Mitterrand (44,18 %) (France : 44,80 %) | 87,23 % (France : 84,75 %) | 1,22 % (France : 1,01 %) |

|  | ▲ |

## Résultats détaillés par scrutin

### 2022
Arrivé en tête du premier tour, le président sortant Emmanuel Macron (27,85 %) affronte Marine Le Pen (23,15 %), un duel identique à celui du scrutin de 2017. C'est la deuxième fois qu'un second tour opposant les mêmes candidats à deux scrutins présidentiels consécutifs a lieu après ceux où se sont affrontés Valéry Giscard d'Estaing et François Mitterrand en 1974 et 1981.
En troisième position avec 21,95 % des voix, Jean-Luc Mélenchon réalise le score le plus élevé de ses trois candidatures et arrive largement en tête de la gauche, mais échoue à accéder au second tour, avec environ 400 000 voix de moins que Marine Le Pen.
Une nouvelle fois, les partis politiques traditionnels sont absents du second tour, dans des proportions encore plus importantes que lors de la précédente élection. Le Parti socialiste et Les Républicains, représentés respectivement par Anne Hidalgo et Valérie Pécresse, s'effondrent avec des scores historiquement faibles et n'atteignent pas le seuil des 5 %, condition permettant d'être remboursé des frais de campagne.
Pour la première fois, les candidatures classées à l'extrême droite dépassent le seuil de 30 % des suffrages exprimés au premier tour tandis que les sondages d'opinion laissent annoncer un duel serré face au président sortant, la possibilité d'une victoire pour Marine Le Pen étant pour la première fois envisagée par ceux-ci.
Le second tour voit Emmanuel Macron l'emporter par 58,55 % des suffrages exprimés, permettant ainsi au président sortant d'entamer un second mandat. Le septennat ayant été aboli en 2000, il devient ainsi le premier président de la République française à être réélu pour un deuxième quinquennat, le deuxième président de la Cinquième République réélu hors période de cohabitation et le quatrième président de la Cinquième République réélu.
Dans l'Aisne, Marine Le Pen arrive en tête du premier tour avec 39,25 % des exprimés, suivie de Emmanuel Macron avec 22,09 %, Jean-Luc Mélenchon avec 15,48 % et Éric Zemmour avec 6,87 %. Au second tour, les électeurs ont voté à 59,91 % pour Marine Le Pen contre 40,09 % pour Emmanuel Macron avec un taux de participation de 73,78 % des inscrits.
| Candidats                | Candidats                | Partis                   | Premier tour | Premier tour | Second tour | Second tour |
| Candidats                | Candidats                | Partis                   | Voix         | %            | Voix        | %           |
| ------------------------ | ------------------------ | ------------------------ | ------------ | ------------ | ----------- | ----------- |
|                          | Marine Le Pen            | RN                       | 104 342      | 39,25        | 153 069     | 59,91       |
|                          | Emmanuel Macron          | LREM                     | 58 721       | 22,09        | 102 428     | 40,09       |
|                          | Jean-Luc Mélenchon       | LFI                      | 41 271       | 15,48        |             |             |
|                          | Éric Zemmour             | REC                      | 18 266       | 6,87         |             |             |
|                          | Valérie Pécresse         | LR                       | 10 920       | 4,11         |             |             |
|                          | Yannick Jadot            | EELV                     | 7 074        | 2,66         |             |             |
|                          | Jean Lassalle            | RES                      | 6 468        | 2,43         |             |             |
|                          | Fabien Roussel           | PCF                      | 5 968        | 2,24         |             |             |
|                          | Nicolas Dupont-Aignan    | DLF                      | 5 790        | 2,18         |             |             |
|                          | Anne Hidalgo             | PS                       | 2 983        | 1,12         |             |             |
|                          | Philippe Poutou          | NPA                      | 2 118        | 0,80         |             |             |
|                          | Nathalie Arthaud         | LO                       | 2 038        | 0,77         |             |             |
|                          |                          |                          |              |              |             |             |
| Votes valides            | Votes valides            | Votes valides            | 265 860      | 97,58        | 255 497     | 92,69       |
| Votes blancs             | Votes blancs             | Votes blancs             | 3 767        | 1,39         | 14 465      | 5,25        |
| Votes nuls               | Votes nuls               | Votes nuls               | 2 828        | 1,04         | 5 694       | 2,07        |
| Total                    | Total                    | Total                    | 272 455      | 100          | 275 656     | 100         |
| Abstention               | Abstention               | Abstention               | 101 089      | 27,06        | 97 965      | 26,22       |
| Inscrits / participation | Inscrits / participation | Inscrits / participation | 373 544      | 72,94        | 373 621     | 73,78       |

### 2017
Le premier tour de l'élection présidentielle de 2017 voit s'affronter onze candidats. Emmanuel Macron arrive en tête devant Marine Le Pen et tous deux se qualifient pour le second tour. Néanmoins, avec François Fillon et Jean-Luc Mélenchon, les scores des quatre candidats ayant recueilli le plus de voix sont serrés (4,43 points entre le 1er et le 4e). Pour la première fois, aucun des candidats des deux partis politiques pourvoyeurs jusque-là des présidents de la Ve République, n'est présent au second tour. Celui-ci se tient le dimanche 7 mai et se solde par la victoire d'Emmanuel Macron, avec un total de 20 753 798 bulletins de vote en sa faveur, soit 66,10 % des suffrages exprimés, face à la candidate du Front national, qui recueille 33,90 %. Le scrutin est néanmoins marqué par une forte abstention et par un record de votes blancs ou nuls. 
Dans l'Aisne, Marine Le Pen arrive en tête du premier tour avec 35,67 % des exprimés, suivie de Emmanuel Macron avec 17,94 %, Jean-Luc Mélenchon avec 16,99 %, François Fillon avec 16,3 % et Nicolas Dupont-Aignan avec 5,08 %. Au second tour, les électeurs ont voté à 52,91 % pour Marine Le Pen contre 47,09 % pour Emmanuel Macron avec un taux de participation de 75,85 % des inscrits.
|             | FN          | Marine Le Pen         | 102 770 | 35,67 %    | 133 939 | 52,91 %    |  |  |
|             | EM          | Emmanuel Macron       | 51 680  | 17,94 %    | 119 202 | 47,09 %    |  |  |
|             | LFi         | Jean-Luc Mélenchon    | 48 950  | 16,99 %    |         |            |  |  |
|             | LR          | François Fillon       | 46 969  | 16,3 %     |         |            |  |  |
|             | DlF         | Nicolas Dupont-Aignan | 14 651  | 5,08 %     |         |            |  |  |
|             | PS          | Benoît Hamon          | 12 230  | 4,24 %     |         |            |  |  |
|             | NPA         | Philippe Poutou       | 3 156   | 1,1 %      |         |            |  |  |
|             | LO          | Nathalie Arthaud      | 2 763   | 0,96 %     |         |            |  |  |
|             | RES         | Jean Lassalle         | 2 264   | 0,79 %     |         |            |  |  |
|             | UPR         | François Asselineau   | 2 171   | 0,75 %     |         |            |  |  |
|             | SeP         | Jacques Cheminade     | 536     | 0,19 %     |         |            |  |  |
|             |             |                       |         |            |         |            |  |  |
|             |             |                       | Nombre  | % inscrits | Nombre  | % inscrits |  |  |
| Inscrits    | Inscrits    | Inscrits              | 375 752 |            | 375 791 |            |  |  |
| Abstentions | Abstentions | Abstentions           | 80 183  | 21,34 %    | 90 745  | 24,15 %    |  |  |
| Votants     | Votants     | Votants               | 295 569 | 78,66 %    | 285 046 | 75,85 %    |  |  |
|             |             |                       |         |            |         |            |  |  |
|             |             |                       |         | % votants  |         | % votants  |  |  |
| Blancs      | Blancs      | Blancs                | 5 047   | 1,34 %     | 22 838  | 6,08 %     |  |  |
| Nuls        | Nuls        | Nuls                  | 2 382   | 0,63 %     | 9 067   | 2,41 %     |  |  |
| Exprimés    | Exprimés    | Exprimés              | 288 140 | 76,68 %    | 253 141 | 67,36 %    |  |  |

### 2012
François Hollande, désigné par le PS à la suite d'une primaire ouverte, devance Sarkozy dès le premier tour de l'élection présidentielle de 2012 : c'est la première fois qu'un président sortant est ainsi devancé. Au second tour, Sarkozy est battu mais par un écart plus faible qu'attendu.
Dans l'Aisne, François Hollande arrive en tête du premier tour avec 27,1 % des exprimés, suivi de Marine Le Pen avec 26,33 %, Nicolas Sarkozy avec 24,2 %, Jean-Luc Mélenchon avec 10,19 % et François Bayrou avec 6,68 %. Au second tour, les électeurs ont voté à 52,4 % pour François Hollande contre 47,6 % pour Nicolas Sarkozy avec un taux de participation de 80,32 % des inscrits.
|                | PS             | François Hollande     | 80 751  | 27,1 %     | 147 260 | 52,4 %     |  |  |
|                | FN             | Marine Le Pen         | 78 452  | 26,33 %    |         |            |  |  |
|                | UMP            | Nicolas Sarkozy       | 72 090  | 24,2 %     | 133 760 | 47,6 %     |  |  |
|                | FG             | Jean-Luc Mélenchon    | 30 360  | 10,19 %    |         |            |  |  |
|                | MoDem          | François Bayrou       | 19 895  | 6,68 %     |         |            |  |  |
|                | DLF            | Nicolas Dupont-Aignan | 5 853   | 1,96 %     |         |            |  |  |
|                | NPA            | Philippe Poutou       | 3 860   | 1,3 %      |         |            |  |  |
|                | EELV           | Eva Joly              | 3 455   | 1,16 %     |         |            |  |  |
|                | LO             | Nathalie Arthaud      | 2 490   | 0,84 %     |         |            |  |  |
|                | S&P            | Jacques Cheminade     | 738     | 0,25 %     |         |            |  |  |
|                |                |                       |         |            |         |            |  |  |
|                |                |                       | Nombre  | % inscrits | Nombre  | % inscrits |  |  |
| Inscrits       | Inscrits       | Inscrits              | 376 068 |            | 376 073 |            |  |  |
| Abstentions    | Abstentions    | Abstentions           | 72 928  | 19,39 %    | 73 997  | 19,68 %    |  |  |
| Votants        | Votants        | Votants               | 303 140 | 80,61 %    | 302 076 | 80,32 %    |  |  |
|                |                |                       |         |            |         |            |  |  |
|                |                |                       |         | % votants  |         | % votants  |  |  |
| Blancs ou nuls | Blancs ou nuls | Blancs ou nuls        | 5 196   | 1,71 %     | 21 056  | 6,97 %     |  |  |
| Exprimés       | Exprimés       | Exprimés              | 297 944 | 98,29 %    | 281 020 | 98,29 %    |  |  |

### 2007
Au premier tour de l'élection présidentielle de 2007, Sarkozy réussit à capter une partie des voix de Le Pen et arrive largement en tête. Royal est la première femme qualifiée pour le second tour d'une élection présidentielle. Elle est battue avec une avance de 6 points.
Dans l'Aisne, Nicolas Sarkozy arrive en tête du premier tour avec 29,3 % des exprimés, suivi de Ségolène Royal avec 23,42 %, Jean-Marie Le Pen avec 17,28 %, François Bayrou avec 13,51 % et Olivier Besancenot avec 5,49 %. Au second tour, les électeurs ont voté à 53,36 % pour Nicolas Sarkozy contre 46,64 % pour Ségolène Royal avec un taux de participation de 98,29 % des inscrits.
|                | UMP            | Nicolas Sarkozy      | 91 118  | 29,3 %     | 161 670 | 53,36 %    |  |  |
|                | PS             | Ségolène Royal       | 72 835  | 23,42 %    | 141 338 | 46,64 %    |  |  |
|                | FN             | Jean-Marie Le Pen    | 53 744  | 17,28 %    |         |            |  |  |
|                | UDF            | François Bayrou      | 42 000  | 13,51 %    |         |            |  |  |
|                | LCR            | Olivier Besancenot   | 17 059  | 5,49 %     |         |            |  |  |
|                | MPF            | Philippe de Villiers | 8 124   | 2,61 %     |         |            |  |  |
|                | LO             | Arlette Laguiller    | 7 223   | 2,32 %     |         |            |  |  |
|                | GPA            | Marie-George Buffet  | 6 327   | 2,03 %     |         |            |  |  |
|                | CPNT           | Frédéric Nihous      | 4 180   | 1,34 %     |         |            |  |  |
|                | Les Verts      | Dominique Voynet     | 3 695   | 1,19 %     |         |            |  |  |
|                | SE             | José Bové            | 3 347   | 1,08 %     |         |            |  |  |
|                | CNRSP          | Gérard Schivardi     | 1 313   | 0,42 %     |         |            |  |  |
|                |                |                      |         |            |         |            |  |  |
|                |                |                      | Nombre  | % inscrits | Nombre  | % inscrits |  |  |
| Inscrits       | Inscrits       | Inscrits             | 372 899 |            | 372 951 |            |  |  |
| Abstentions    | Abstentions    | Abstentions          | 52 040  | 13,96 %    | 53 428  | 14,33 %    |  |  |
| Votants        | Votants        | Votants              | 320 859 | 86,04 %    | 319 523 | 85,67 %    |  |  |
|                |                |                      |         |            |         |            |  |  |
|                |                |                      |         | % votants  |         | % votants  |  |  |
| Blancs ou nuls | Blancs ou nuls | Blancs ou nuls       | 4 261   | 1,33 %     | 13 670  | 4,28 %     |  |  |
| Exprimés       | Exprimés       | Exprimés             | 316 598 | 98,67 %    | 305 853 | 95,72 %    |  |  |

### 2002
Après cinq années de cohabitation, un duel est attendu entre Chirac et le Premier ministre Jospin lors de l'élection présidentielle de 2002, mais, à la surprise générale, ce dernier est devancé par Le Pen au premier tour. Au second tour, Chirac bénéficie du ralliement de la gauche et reçoit un score sans précédent. Il s'agit de la première élection pour un mandat de cinq ans et non plus sept.
Dans l'Aisne, Jean-Marie  Le Pen arrive en tête du premier tour avec 21,22 % des exprimés, suivi de Jacques  Chirac avec 18,82 %, Lionel  Jospin avec 15,36 %, Arlette Laguiller avec 8,16 % et François Bayrou avec 5,34 %. Au second tour, les électeurs ont voté à 75,43 % pour Jacques  Chirac contre 24,57 % pour Jean-Marie  Le Pen avec un taux de participation de 80,43 % des inscrits.
|                | FN             | Jean-Marie Le Pen       | 55 562  | 21,22 %    | 67 727  | 24,57 %    |  |  |
|                | RPR            | Jacques Chirac          | 49 280  | 18,82 %    | 207 910 | 75,43 %    |  |  |
|                | PS             | Lionel Jospin           | 40 209  | 15,36 %    |         |            |  |  |
|                | LO             | Arlette Laguiller       | 21 369  | 8,16 %     |         |            |  |  |
|                | UDF            | François Bayrou         | 13 972  | 5,34 %     |         |            |  |  |
|                | LCR            | Olivier Besancenot      | 12 412  | 4,74 %     |         |            |  |  |
|                | MC             | Jean-Pierre Chevènement | 12 230  | 4,67 %     |         |            |  |  |
|                | CPNT           | Jean Saint-Josse        | 10 646  | 4,07 %     |         |            |  |  |
|                | PC             | Robert Hue              | 10 286  | 3,93 %     |         |            |  |  |
|                | Les Verts      | Noël Mamère             | 9 379   | 3,58 %     |         |            |  |  |
|                | DL             | Alain Madelin           | 8 462   | 3,23 %     |         |            |  |  |
|                | MNR            | Bruno Mégret            | 6 831   | 2,61 %     |         |            |  |  |
|                | Cap21          | Corinne Lepage          | 3 727   | 1,42 %     |         |            |  |  |
|                | PRG            | Christiane Taubira      | 3 228   | 1,23 %     |         |            |  |  |
|                | FRS            | Christine Boutin        | 2 333   | 0,89 %     |         |            |  |  |
|                | PT             | Daniel Gluckstein       | 1 877   | 0,72 %     |         |            |  |  |
|                |                |                         |         |            |         |            |  |  |
|                |                |                         | Nombre  | % inscrits | Nombre  | % inscrits |  |  |
| Inscrits       | Inscrits       | Inscrits                | 366 810 |            | 366 885 |            |  |  |
| Abstentions    | Abstentions    | Abstentions             | 96 157  | 26,21 %    | 71 788  | 19,57 %    |  |  |
| Votants        | Votants        | Votants                 | 270 653 | 73,79 %    | 295 097 | 80,43 %    |  |  |
|                |                |                         |         |            |         |            |  |  |
|                |                |                         |         | % votants  |         | % votants  |  |  |
| Blancs ou nuls | Blancs ou nuls | Blancs ou nuls          | 8 850   | 3,27 %     | 19 460  | 6,59 %     |  |  |
| Exprimés       | Exprimés       | Exprimés                | 261 803 | 96,73 %    | 275 637 | 93,41 %    |  |  |

### 1995
Après une nouvelle cohabitation et alors que la droite est particulièrement divisée entre Chirac et le Premier ministre Balladur, Jospin réussit à arriver en tête au premier tour de l'élection présidentielle de 1995, malgré la très lourde défaite de la gauche aux législatives de 1993. Au second tour, il est battu par Chirac.
Dans l'Aisne, Lionel Jospin arrive en tête du premier tour avec 24,38 % des exprimés, suivi de Jacques Chirac avec 18,17 %, Jean-Marie Le Pen avec 17,69 %, Édouard Balladur avec 15,63 % et Robert Hue avec 10,93 %. Au second tour, les électeurs ont voté à 54,55 % pour Lionel Jospin contre 45,45 % pour Jacques Chirac avec un taux de participation de 82,03 % des inscrits.
|                | PS             | Lionel Jospin        | 71 700  | 24,38 %    | 156 883 | 54,55 %    |  |  |
|                | RPR            | Jacques Chirac       | 53 422  | 18,17 %    | 130 735 | 45,45 %    |  |  |
|                | FN             | Jean-Marie Le Pen    | 52 026  | 17,69 %    |         |            |  |  |
|                | RPR            | Édouard Balladur     | 45 951  | 15,63 %    |         |            |  |  |
|                | PC             | Robert Hue           | 32 132  | 10,93 %    |         |            |  |  |
|                | LO             | Arlette Laguiller    | 17 053  | 5,8 %      |         |            |  |  |
|                | MPF            | Philippe de Villiers | 13 819  | 4,7 %      |         |            |  |  |
|                | Les Verts      | Dominique Voynet     | 7 136   | 2,43 %     |         |            |  |  |
|                | S&P            | Jacques Cheminade    | 845     | 0,29 %     |         |            |  |  |
|                |                |                      |         |            |         |            |  |  |
|                |                |                      | Nombre  | % inscrits | Nombre  | % inscrits |  |  |
| Inscrits       | Inscrits       | Inscrits             | 371 939 |            | 371 936 |            |  |  |
| Abstentions    | Abstentions    | Abstentions          | 69 949  | 18,81 %    | 66 823  | 17,97 %    |  |  |
| Votants        | Votants        | Votants              | 301 990 | 81,19 %    | 305 113 | 82,03 %    |  |  |
|                |                |                      |         |            |         |            |  |  |
|                |                |                      |         | % votants  |         | % votants  |  |  |
| Blancs ou nuls | Blancs ou nuls | Blancs ou nuls       | 7 906   | 2,62 %     | 17 495  | 5,73 %     |  |  |
| Exprimés       | Exprimés       | Exprimés             | 294 084 | 97,38 %    | 287 618 | 94,27 %    |  |  |

### 1988
Après deux ans de cohabitation, Mitterrand affronte le Premier ministre Chirac lors de l'élection présidentielle de 1988. Le Pen obtient au premier tour un score jusque-là sans précédent pour un parti d'extrême droite. Au second tour, Mitterrand est facilement réélu.
Dans l'Aisne, François Mitterrand arrive en tête du premier tour avec 39,55 % des exprimés, suivi de Jacques Chirac avec 17,17 %, Jean-Marie Le Pen avec 13,41 %, Raymond Barre avec 13,32 % et André Lajoinie avec 8,97 %. Au second tour, les électeurs ont voté à 61,63 % pour François Mitterrand contre 38,37 % pour Jacques Chirac avec un taux de participation de 86,4 % des inscrits.
|                | PS                    | François Mitterrand | 118 641 | 39,55 %    | 187 700 | 61,63 %    |  |  |
|                | RPR                   | Jacques Chirac      | 51 498  | 17,17 %    | 116 863 | 38,37 %    |  |  |
|                | FN                    | Jean-Marie Le Pen   | 40 220  | 13,41 %    |         |            |  |  |
|                | SE                    | Raymond Barre       | 39 969  | 13,32 %    |         |            |  |  |
|                | PC                    | André Lajoinie      | 26 918  | 8,97 %     |         |            |  |  |
|                | Les Verts             | Antoine Waechter    | 9 802   | 3,27 %     |         |            |  |  |
|                | LO                    | Arlette Laguiller   | 7 368   | 2,46 %     |         |            |  |  |
|                | Communiste rénovateur | Pierre Juquin       | 4 181   | 1,39 %     |         |            |  |  |
|                | MPT                   | Pierre Boussel      | 1 400   | 0,47 %     |         |            |  |  |
|                |                       |                     |         |            |         |            |  |  |
|                |                       |                     | Nombre  | % inscrits | Nombre  | % inscrits |  |  |
| Inscrits       | Inscrits              | Inscrits            | 365 387 |            | 365 303 |            |  |  |
| Abstentions    | Abstentions           | Abstentions         | 59 121  | 16,18 %    | 49 683  | 13,6 %     |  |  |
| Votants        | Votants               | Votants             | 306 266 | 83,82 %    | 315 620 | 86,4 %     |  |  |
|                |                       |                     |         |            |         |            |  |  |
|                |                       |                     |         | % votants  |         | % votants  |  |  |
| Blancs ou nuls | Blancs ou nuls        | Blancs ou nuls      | 6 269   | 2,05 %     | 11 057  | 3,5 %      |  |  |
| Exprimés       | Exprimés              | Exprimés            | 299 997 | 97,95 %    | 304 563 | 96,5 %     |  |  |

### 1981
Lors de l'élection présidentielle de 1981, Giscard d'Estaing arrive en tête au premier tour et affronte, comme la fois précédente, Mitterrand. Pour la première fois, un président sortant est battu : Mitterrand devient le premier président de gauche de la Ve République.
Dans l'Aisne, Valéry Giscard d'Estaing arrive en tête du premier tour avec 25,49 % des exprimés, suivi de François Mitterrand avec 25,35 %, Georges Marchais avec 21,7 %, Jacques Chirac avec 16,28 % et Brice Lalonde avec 3,25 %. Au second tour, les électeurs ont voté à 55,64 % pour François Mitterrand contre 43,51 % pour Valéry Giscard d'Estaing avec un taux de participation de 88,46 % des inscrits.
|                | UDF            | Valéry Giscard d'Estaing | 76 418  | 25,49 %    | 135 407 | 43,51 %    |  |  |
|                | PS             | François Mitterrand      | 75 984  | 25,35 %    | 175 806 | 56,49 %    |  |  |
|                | PC             | Georges Marchais         | 65 047  | 21,7 %     |         |            |  |  |
|                | RPR            | Jacques Chirac           | 48 819  | 16,28 %    |         |            |  |  |
|                | MEP            | Brice Lalonde            | 9 751   | 3,25 %     |         |            |  |  |
|                | LO             | Arlette Laguiller        | 8 585   | 2,86 %     |         |            |  |  |
|                | Divers droite  | Michel Debré             | 5 018   | 1,67 %     |         |            |  |  |
|                | MRG            | Michel Crépeau           | 4 769   | 1,59 %     |         |            |  |  |
|                | Divers droite  | Marie-France Garaud      | 3 270   | 1,09 %     |         |            |  |  |
|                | PSU            | Huguette Bouchardeau     | 2 134   | 0,71 %     |         |            |  |  |
|                |                |                          |         |            |         |            |  |  |
|                |                |                          | Nombre  | % inscrits | Nombre  | % inscrits |  |  |
| Inscrits       | Inscrits       | Inscrits                 | 359 922 |            | 360 677 |            |  |  |
| Abstentions    | Abstentions    | Abstentions              | 55 146  | 15,32 %    | 41 610  | 11,54 %    |  |  |
| Votants        | Votants        | Votants                  | 304 776 | 84,68 %    | 319 067 | 88,46 %    |  |  |
|                |                |                          |         |            |         |            |  |  |
|                |                |                          |         | % votants  |         | % votants  |  |  |
| Blancs ou nuls | Blancs ou nuls | Blancs ou nuls           | 4 981   | 1,63 %     | 7 854   | 2,46 %     |  |  |
| Exprimés       | Exprimés       | Exprimés                 | 299 795 | 98,37 %    | 311 213 | 97,54 %    |  |  |

### 1974
L'élection présidentielle de 1974 est une élection anticipée à la suite de la mort de Pompidou. Mitterrand, candidat unique de la gauche, est largement en tête au premier tour devant Giscard d'Estaing, qui distance lui-même Chaban-Delmas. Au terme d'une campagne animée, marquée par un débat télévisé tendu, Giscard d'Estaing l'emporte avec une très courte avance.
Dans l'Aisne, François Mitterrand arrive en tête du premier tour avec 48,46 % des exprimés, suivi de Valéry Giscard d'Estaing avec 27,21 %, Jacques Chaban-Delmas avec 15,17 %, Arlette Laguiller avec 3,19 % et Jean Royer avec 2,55 %. Au second tour, les électeurs ont voté à 55,64 % pour François Mitterrand contre 44,36 % pour Valéry Giscard d'Estaing avec un taux de participation de 90 % des inscrits.
|                | PS             | François Mitterrand      | 127 522 | 48,46 %    | 150 749 | 55,64 %    |  |  |
|                | RI             | Valéry Giscard d'Estaing | 71 613  | 27,21 %    | 120 197 | 44,36 %    |  |  |
|                | UDR            | Jacques Chaban-Delmas    | 39 922  | 15,17 %    |         |            |  |  |
|                | LO             | Arlette Laguiller        | 8 392   | 3,19 %     |         |            |  |  |
|                | SE             | Jean Royer               | 6 710   | 2,55 %     |         |            |  |  |
|                | SE, écologiste | René Dumont              | 2 779   | 1,06 %     |         |            |  |  |
|                | MDSF           | Émile Muller             | 1 811   | 0,69 %     |         |            |  |  |
|                | FN             | Jean-Marie Le Pen        | 1 684   | 0,64 %     |         |            |  |  |
|                | FCR            | Alain Krivine            | 1 500   | 0,57 %     |         |            |  |  |
|                | NAR            | Bertrand Renouvin        | 568     | 0,22 %     |         |            |  |  |
|                | MFE            | Jean-Claude Sebag        | 489     | 0,19 %     |         |            |  |  |
|                |                |                          |         |            |         |            |  |  |
|                |                |                          | Nombre  | % inscrits | Nombre  | % inscrits |  |  |
| Inscrits       | Inscrits       | Inscrits                 | 304 970 |            | 304 859 |            |  |  |
| Abstentions    | Abstentions    | Abstentions              | 39 279  | 12,88 %    | 30 481  | 10 %       |  |  |
| Votants        | Votants        | Votants                  | 265 691 | 87,12 %    | 274 378 | 90 %       |  |  |
|                |                |                          |         |            |         |            |  |  |
|                |                |                          |         | % votants  |         | % votants  |  |  |
| Blancs ou nuls | Blancs ou nuls | Blancs ou nuls           | 2 543   | 0,96 %     | 3 432   | 1,25 %     |  |  |
| Exprimés       | Exprimés       | Exprimés                 | 263 148 | 99,04 %    | 270 946 | 98,75 %    |  |  |

### 1969
L'élection présidentielle de 1969 est une élection anticipée à la suite de la démission de De Gaulle. La gauche se lance désunie dans la course et, bien que Duclos (PCF) manque de le devancer, c'est le président par intérim Poher qui accède au second tour face à l'ex-Premier ministre Pompidou. Alors que Duclos refuse d'appeler à voter au second tour pour « bonnet blanc ou blanc bonnet », Pompidou est finalement largement élu.
Dans l'Aisne, Georges Pompidou arrive en tête du premier tour avec 40,63 % des exprimés, suivi de Jacques Duclos avec 27,72 %, Alain Poher avec 21,42 %, Gaston Defferre avec 4,05 % et Michel Rocard avec 3,38 %. Au second tour, les électeurs ont voté à 55,06 % pour Georges Pompidou contre 44,94 % pour Alain Poher avec un taux de participation de 72,07 % des inscrits.
|                | UDR            | Georges Pompidou | 95 897  | 40,63 %    | 106 414 | 55,06 %    |  |  |
|                | PC             | Jacques Duclos   | 65 433  | 27,72 %    |         |            |  |  |
|                | CD             | Alain Poher      | 50 565  | 21,42 %    | 86 864  | 44,94 %    |  |  |
|                | SFIO           | Gaston Defferre  | 9 566   | 4,05 %     |         |            |  |  |
|                | PSU            | Michel Rocard    | 7 976   | 3,38 %     |         |            |  |  |
|                | SE             | Louis Ducatel    | 3 806   | 1,61 %     |         |            |  |  |
|                | LC             | Alain Krivine    | 2 788   | 1,18 %     |         |            |  |  |
|                |                |                  |         |            |         |            |  |  |
|                |                |                  | Nombre  | % inscrits | Nombre  | % inscrits |  |  |
| Inscrits       | Inscrits       | Inscrits         | 295 676 |            | 295 622 |            |  |  |
| Abstentions    | Abstentions    | Abstentions      | 56 423  | 19,08 %    | 82 561  | 27,93 %    |  |  |
| Votants        | Votants        | Votants          | 239 253 | 80,92 %    | 213 061 | 72,07 %    |  |  |
|                |                |                  |         |            |         |            |  |  |
|                |                |                  |         | % votants  |         | % votants  |  |  |
| Blancs ou nuls | Blancs ou nuls | Blancs ou nuls   | 3 222   | 1,35 %     | 19 783  | 9,29 %     |  |  |
| Exprimés       | Exprimés       | Exprimés         | 236 031 | 98,65 %    | 193 278 | 90,71 %    |  |  |

### 1965
L'élection présidentielle de 1965 est la première élection au suffrage universel direct à la suite du référendum d'octobre 1962. De Gaulle est mis en ballottage, à la surprise générale, par Mitterrand, candidat unique de la gauche. La campagne du second tour est axée sur l'Europe et les relations internationales ainsi que sur l'armement nucléaire. De Gaulle est finalement réélu avec une large avance.
Dans l'Aisne, Charles de Gaulle arrive en tête du premier tour avec 47,38 % des exprimés, suivi de François Mitterrand avec 31,89 %, Jean Lecanuet avec 14,78 %, Jean-Louis Tixier-Vignancour avec 3,51 % et Pierre Marcilhacy avec 1,26 %. Au second tour, les électeurs ont voté à 55,82 % pour Charles de Gaulle contre 44,18 % pour François Mitterrand avec un taux de participation de 87,27 % des inscrits.
|                | UNR            | Charles de Gaulle            | 118 720 | 47,38 %    | 137 906 | 55,82 %    |  |  |
|                | CIR            | François Mitterrand          | 79 897  | 31,89 %    | 109 135 | 44,18 %    |  |  |
|                | MRP            | Jean Lecanuet                | 37 036  | 14,78 %    |         |            |  |  |
|                | SE             | Jean-Louis Tixier-Vignancour | 8 804   | 3,51 %     |         |            |  |  |
|                | PLE            | Pierre Marcilhacy            | 3 147   | 1,26 %     |         |            |  |  |
|                | SE             | Marcel Barbu                 | 2 946   | 1,18 %     |         |            |  |  |
|                |                |                              |         |            |         |            |  |  |
|                |                |                              | Nombre  | % inscrits | Nombre  | % inscrits |  |  |
| Inscrits       | Inscrits       | Inscrits                     | 290 750 |            | 290 593 |            |  |  |
| Abstentions    | Abstentions    | Abstentions                  | 37 116  | 12,77 %    | 37 006  | 12,73 %    |  |  |
| Votants        | Votants        | Votants                      | 253 634 | 87,23 %    | 253 587 | 87,27 %    |  |  |
|                |                |                              |         |            |         |            |  |  |
|                |                |                              |         | % votants  |         | % votants  |  |  |
| Blancs ou nuls | Blancs ou nuls | Blancs ou nuls               | 3 084   | 1,22 %     | 6 546   | 2,58 %     |  |  |
| Exprimés       | Exprimés       | Exprimés                     | 250 550 | 98,78 %    | 247 041 | 97,42 %    |  |  |